# Xistrella cliva
Xistrella cliva is een rechtvleugelig insect uit de familie doornsprinkhanen (Tetrigidae). De wetenschappelijke naam van deze soort is voor het eerst geldig gepubliceerd in 1991 door Zheng & Liang.